# Ксенофонт
Ксенофонт, Ксенофонт Афінський (дав.-гр. Ξενοφώντος) (до 430 до н. е. — бл. 355 до н. е.) — давньогрецький історик, письменник, політичний та військовий діяч; учень Сократа.

## Життя
Відомості про життя Ксенофонта можна знайти майже винятково в його власних творах і в пізній біографії, яку склав Діоген Лаертський в II ст. н. е. Хоча більшість дослідників вважає роком народження 430 до н. е., існують непрямі свідчення, які вказують на 444 до н. е.
Батьком Ксенофонта був заможний афінянин Грілл, ймовірно з вершницького стану. Оскільки перша половина життя пройшла під час Пелопоннеської війни (431 — 404 до н. е.), то припускають, що по досягненні повноліття він мав брати у ній участь, де, ймовірно, і набув необхідний військовий досвід, який знадобився йому під час походу Кіра. Існують перекази, що Ксенофонт брав участь у битві при Делії, а також, що був взятий в полон в якійсь битві з беотійцями і в полоні слухав бесіди софіста Продіка. Але єдиним достовірним свідченням з першої половини життя (до 401 до н. е.) є знайомство з Сократом. Залишилась легенда про їхню першу зустріч. Сократ одного разу зупинив Ксенофонта у вузькому провулку та запитав, де продаються різні харчі. Коли Ксенофонт відповів, Сократ запитав його знову, де люди стають доброчесними. Ксенофонт не знав, що відповісти. Тоді Сократ сказав: «В такому разі, йди зі мною і навчайся».
У 404 до н. е. Пелопоннеська війна закінчилася поразкою Афін, в місті встановилося олігархічне правління Тридцяти тиранів. Припускають, що антидемократично налаштований Ксенофонт прихильно ставився до цього правління і навіть служив у війську. Тому після відновлення демократії він напевно опинився у незручному стані. Ймовірно, ця причина спонукала пристати на пропозицію перейти на службу до перського царевича Кіра, який тоді набирав грецьке військо для участі у війні зі своїм братом Артаксерксом за перський трон. Сам Ксенофонт пише, що не знав про справжні наміри Кіра, а вважав, що готується до війни з пісидійцями. Сократ розважливо вказував йому на небезпеки дружби з Кіром, і направив до Дельфійського оракула, але Ксенофонт поставив оракулу таке запитання, яке виключало можливість залишитися в Афінах.
Незрозуміло, яку роль Ксенофонт відігравав у війську Кіра. За його власними свідченнями він не був «ані стратегом, ані лохагом (сотником), ані рядовим». Ймовірно, він не був найманцем, але добровільним радником Кіра. 401 до н. е. в першій же битві при Кунаксі поблизу Вавилона Кір Молодший був убитий, але грецьке військо, в якому було 13000 найманців, здобуло перемогу. Після зрадницького вбивства персами всіх грецьких стратегів, Ксенофонт був обраний серед нових провідників, які мали вивести греків з ворожого оточення (див. Похід десяти тисяч). Після восьмимісячного походу греки вийшли до узбережжя Чорного моря, втративши третину війська. Частина перейшла до фракійського царя Севта, а Ксенофонт з вірними йому людьми пристав на службу до спартанців, і з 399 до н. е. брав участь у війні з персами в Малій Азії.
З 395 до н. е. зближується зі спартанським церем Агесілаєм, і той став для історика найулюбленішим героєм. Разом з Агесілаєм Ксенофонт повернувся до Греції, де взяв участь у битві при Коронеї (394 до н. е.) на боці спартанців. Оскільки противниками були фіванці, союзники афінян, тим самим він відрізав собі шлях на батьківщину, де його заочно осудили на вигнання. Під час Коринфської війни (394—387 до н. е.) Ксенофонт супроводжував Агесілая в походах.
За вірну службу спартанці подарували йому ділянку землі в містечку Скіллунт в Еліді поблизу Олімпії, де він оселився з дружиною і двома синами, Гріллом та Діодором. Після 371 до н. е., коли фіванці розбили спартанців при Левктрах, Ксенофонту довелося переселитися до Коринфа. 369 до н. е. Афіни і Спарта уклали союз, і вирок щодо Ксенофонта був скасований. Але історик не повернувся на батьківщину, хоча і відправив до Афін своїх двох синів. Вони серед афінських вершників брали участь у битві при Мантінеї між афінянами і спартанцями з одного боку та фіванцями з іншого, де загинув Грілл. Ксенофонт жив у Коринфі до самої смерті — не раніше 356 до н. е.

## Творчість
Збереглися майже всі праці Ксенофонта, які перерахував Діоген Лаертський. Іх зазвичай поділяють на чотири групи:
Історичні:
- Анабасис (Anabasis) — спогади про похід Кіра, з перебільшенням власних заслуг.
- Кіропедія (Виховання Кіра) — тенденційний педагогічний роман, політична утопія — життєпис ідеального монарха і устрій створеної ним держави.
- Грецька історія (Hellenika)
- Агесілай (Похвальне слово Агесілаю) — панегірик померлому у 361 до н. е. спартанському цареві.

Філософські:
- Спогади про Сократа (гр. Apomnemoneumata, лат. Memorabilia)
- Економія (Книга про господарство, Oikonomikos) — поради для раціонального ведення домашнього господарства.
- Бенкет (симпосій, Symposion) — автор бажав передати память нащадкам про справи достойних людей навіть під час відпочинку. Для цього він описує бенкет вчинений найвпливовішим аристократом Греції Каллієм, за участю Сократа. Є важливим джерелом інформації про погляди та життєпис Сократа.
- Апологія Сократа (Захист Сократа на суді, Apologia, за основу свого твору він брав «Апологію Сократа» Платона)
- Гієрон (Життя тирана) — філософський діалог, персонажами якого виведені сицилійський тиран Гієрон I і поет Сімонід

Політичні:
- Прибутки (Аттики) (Poroi) — дослідження способів поліпшення фінансової і податкової систем в Афінах.
- Державний устрій Спарти (Lakedaimonion politeia) — вихваляння конституції Лікурга, у якій Ксенофонт бачив основу величі Спарти.
- Державний устрій Афін (не всіма вважається автентичним)

Дидактичні:
- Про їзду верхи (Peri hippikes)
- Гіппархік (Проводир кінноти, Hipparchikos) — поради з удосконалення афінської кавалерії.
- Кінегетик (Про полювання, Kynegetikos, автентичність оспорюється)

Твори Ксенофонта відрізняються простотою мови і ясністю викладу. Цикл сократичних творів був написаний Ксенофонтом з метою реабілітувати Сократа в суспільній думці і довести, що він був страчений несправедливо. Перед дослідниками завжди поставало питання про достовірність зображення особи Сократа Ксенофонтом і Платоном. Ксенофонт зобразив Сократа насамперед як учителя моралі, ігноруючи відсторонені філософські міркування (головна відмітна риса двох версій образу Сократа). Твори Ксенофонта є такими ж літературними творами, а не історичними описами, як і діалоги Платона. Ксенофонт багато в чому спирався на літературну традицію «сократичних діалогів», найбільше значення для нього мали діалоги Есхіна, Платона й особливо Антісфена. Останнього він зробив персонажем своїх творів, використовуючи оповідання від першої особи (як було в діалогах Антісфена), а головне, наслідує створеному Антісфеном образу Сократа у своїх Спогадах, описуючи Сократа власником трьох характерних антісфенівських чеснот — «помірності», «витривалості» і «самодостатності».
Основний історичний твір — Грецька історія (в семи книгах), написана з проспартанський та антидемократичних позицій, за роками, але не за методологією, продовжує працю Фукідіда. Вона охоплює події з 411 до н. е. до битви спартанців з фіванцями при Мантінеї у 362 до н. е. У цьому творі Ксенофонт керується насамперед особистими симпатіями чи антипатіями до історичних осіб, чітко простежується також дидактико-моралізаторська спрямованість твору. Незважаючи на недолік об'єктивності, Грецька історія залишається головним джерелом історичних відомостей про цей період.

### Філософія
Якщо вважати, що погляди, які Ксенофонт приписав Сократу, належать також йому самому, то твори надають широкий матеріал з діалектики і етики. Етика розуміється як вчення про доброчесність, а доброчесність — як знання про правила поведінки, так що знання і доброчесність нероздільні. Чесноти також призводять до блага, яке полягає в користі і в щасті життя, в яке входять і фізичне здоров'я, і науки, і мистецтва, і дружба, і громадська діяльність, і благочестя.
Друга значна частина філософських інтересів Ксенофонта — соціальне життя, де у нього помітна постійна прихильність до аристократичного способу мислення, культ сильної особистості та ідеального володаря (ідеалізація Кіра, спартанського царя Агесілая, сіракузького тирана Гієрона I).

## Економіка
Свої економічні погляди Ксенофонт виклав у трактаті «Ойкономія» («Про домашнє господарство»), де звернувся до всебічного вивчення проблеми поділу праці в суспільстві. Зокрема йшлося про поділ праці на просту та фізичну, вбачаючи зв'язок між поділом праці та розміром ринку.
Ксенофонт одним з перших:
- осмислював дві сторони того чи іншого товару, виражаючи споживну та мінову вартість: перша споживна вартість (корисність) — це така користь, яку приносить товар споживачеві в процесі споживання; мінова вартість — здатність товару прирівнюватися до іншого товару — еквівалента, або обмінюватися на інший з врахуванням певних кількісних пропорцій;
- засуджував лихварський капітал;
- визнавав необхідність існування грошей, визнаючи вагомими такі їх функції як обігу та засобу нагромадження;
- пропонував постійно нагромаджувати гроші на випадок війни, для розширення пануючого на той час натурального виробництва.

### Спадок
Як письменника, Ксенофонта дуже цінували в стародавності. Цицерон стверджував, що «його мова солодша за мед, а голосом його промовляють Музи», і дотепер за його творами вивчають класичну грецьку прозу (особливо «Анабасис»).

## Українські переклади
1. Ксенофонт. Анабазис. Серія «До джерел». Київ «Український письменник» (переклад з давньогрецької мови О. Кислюка) — 2011. К-сть друк. аркушів — 12,5.